# حامیان حسن روحانی در انتخابات ریاست‌جمهوری ۱۳۹۶
این مقاله فهرستی از افراد و گروه‌هایی که از نامزدی حسن روحانی رئیس‌جمهور وقت ایران برای انتخاب مجدد در انتخابات ریاست‌جمهوری ۱۳۹۶ ایران حمایت کردند.

## افراد

### سیاستمداران

#### نامزدهای انتخابات ۱۳۹۶
- سید مصطفی هاشمی‌طبا، نامزد انتخابات ریاست جمهوری ۱۳۹۶ و رئیس سازمان تربیت بدنی ۱۳۷۲–۱۳۸۰[۱]
- اسحاق جهانگیری، معاون اول رئیس‌جمهور ایران، منصرف از نامزدی با اعلام حمایت از روحانی[۲]

#### رؤسای سابق دولت

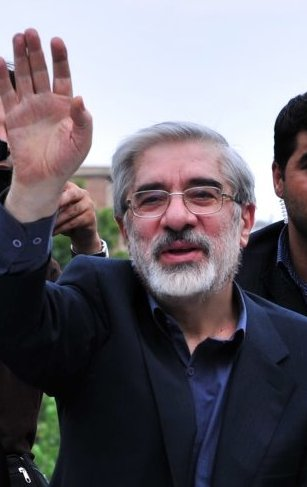
میرحسین موسوی

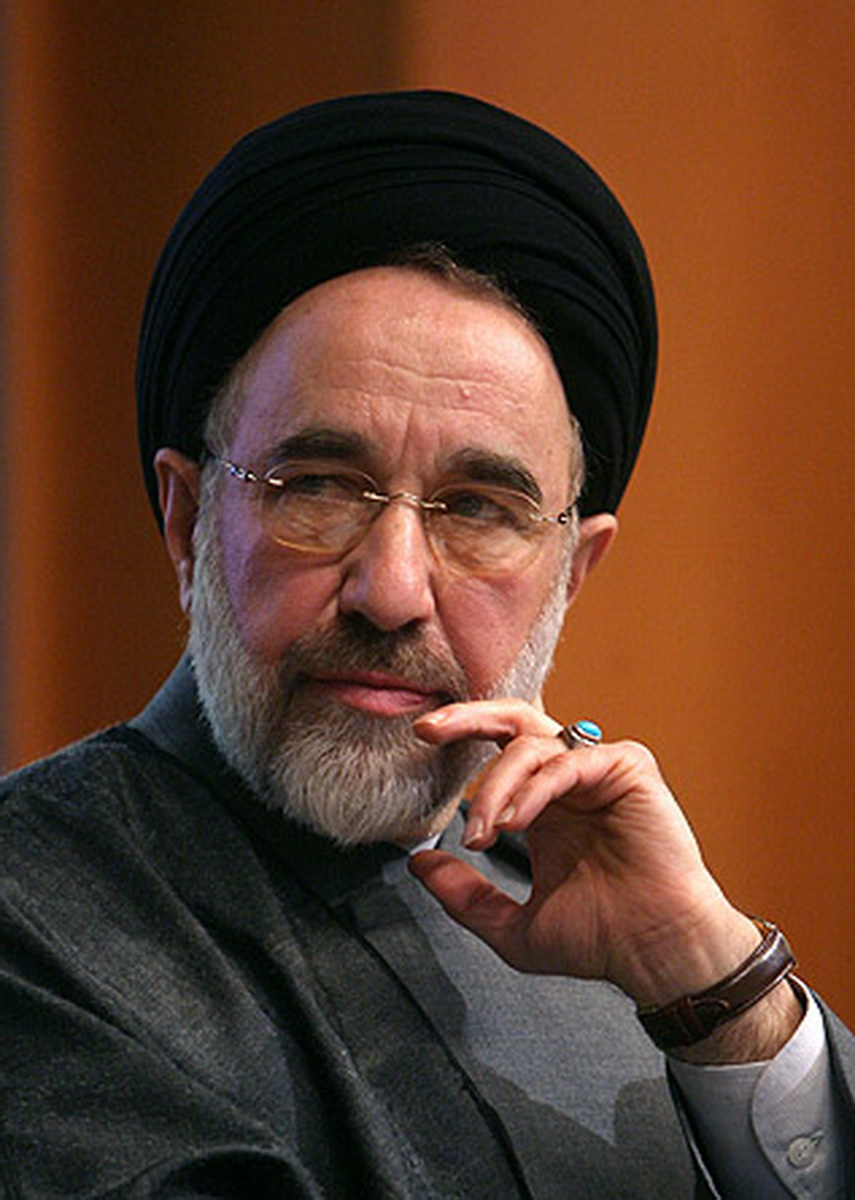
سیدمحمد خاتمی

- میرحسین موسوی، آخرین نخست‌وزیر ایران[۳][۴]
- سید محمد خاتمی رئیس‌جمهور پیشین ایران و رهبر جنبش اصلاحات[۵][۶]

#### رؤسای سابق مجلس

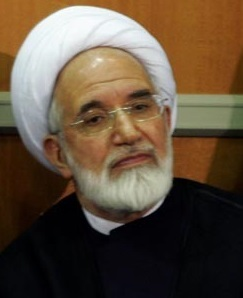
مهدی کروبی

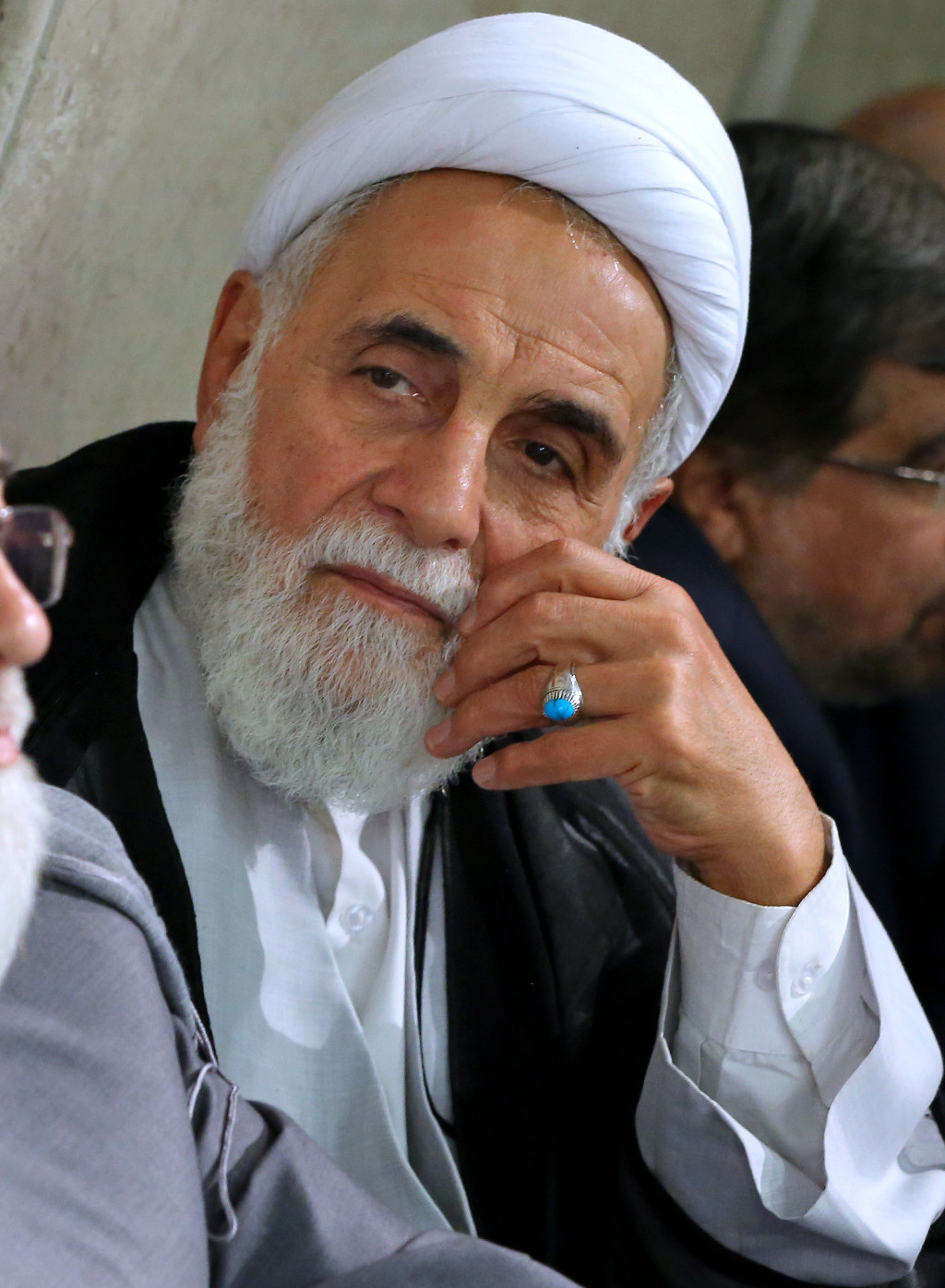
علی‌اکبر ناطق نوری

- علی‌اکبر ناطق‌نوری رئیس مجلس شورای اسلامی ۱۳۷۱–۱۳۷۹[۷]
- مهدی کروبی رئیس مجلس شورای اسلامی ۱۳۶۸–۱۳۷۱ و ۱۳۷۹–۱۳۸۳[۸][۹]

#### وزرا سابق
- عبدالله نوری، وزیر کشور سابق[۱۰]

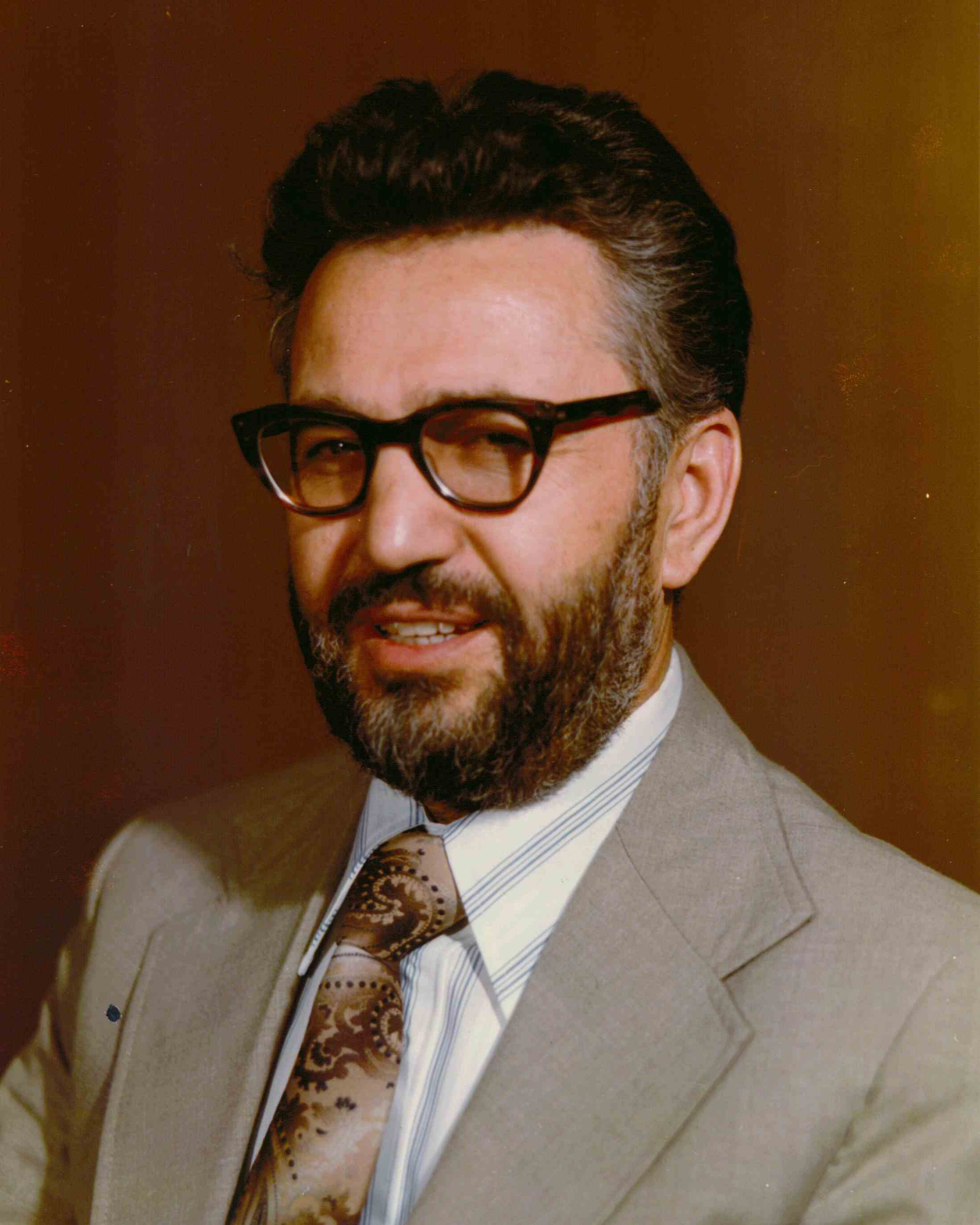
ابراهیم یزدی دبیرکل نهضت آزادی

- مصطفی معین پزشکو استاد دانشگاه علوم پزشکی تهران، بنیانگذار و رهبر جبهه دموکراسی خواهی و حقوق بشر ایران[۱۱]
- حسین کمالی استاد دانشگاه، نماینده تهران در سه دوره اول مجلس شورای اسلامی، وزیر کار دولت‌های سازندگی و اصلاحات و دبیرکل حزب اسلامی کار
- ابراهیم یزدی، دبیرکل نهضت آزادی ایران، وزیر امور خارجه در دولت موقت[۱۲]
- رضا فرجی‌دانا سیاستمدار، استاد تمام دانشکده مهندسی برق و کامپیوتر دانشگاه تهران[۱۳]
- پرویز کاظمی وزیر رفاه و تأمین اجتماعی ۱۳۸۴–۱۳۸۵[۱۴]

#### معاونین سابق رئیس‌جمهور
- محمد هاشمی رفسنجانی رئیس سازمان صدا و سیما ۱۳۶۳–۱۳۷۳[۱۵]

#### نمایندگان وقت مجلس
- بهروز نعمتی نماینده تهران و سخنگوی هیئت رئیسه دهمین دوره مجلس شورای اسلامی[۱۶]
- علی مطهری سیاستمدار اصلاح‌طلب و نماینده تهران در دهمین دوره مجلس[۱۷]
- محمود صادقی سیاستمدار اصلاح‌طلب، حقوق‌دان و نماینده تهران در دهمین دوره مجلس شورای اسلامی[۱۸]
- محمد رضا عارف سیاستمدار اصلاح‌طلب، استاد دانشگاه، رئیس بنیاد امید ایرانیان و نمایندهٔ مجلس شورای اسلامی[۱۹]
- مصطفی کواکبیان نماینده اصلاح‌طلب حوزه سمنان و مهدی‌شهر در مجلس[۲۰]
- فراکسیون نمایندگان اهل سنت مجلس[۲۱]

#### نمایندگان سابق مجلس
- محمدرضا خاتمی پزشک و دبیرکل سابق جبهه مشارکت[۲۲]
- علی شکوری‌راد سیاست‌مدار و دبیرکل حزب اتحاد ملت
- فائزه هاشمی رفسنجانی فعال سیاسی و رئیس فدراسیون اسلامی ورزش زنان
- جلال جلالی زاده نماینده سابق مجلس و عضو شورای مرکزی حزب اتحاد ملت ایران اسلامی
- سید رضا اکرمی روحانی و سیاست‌مدار
- فاطمه راکعی نمایندهٔ مجلس ششم شورای اسلامی
- شهربانو امانی مشاور رئیس سازمان حفاظت محیط زیست ایران
- محسن رهامی دبیرکل انجمن اسلامی مدرسین دانشگاه‌ها[۲۳]
- سید مهدی طباطبایی استاد اخلاق و سیاستمدار[۲۴]
- سهیلا جلودارزاده نماینده مردم در دهمین دوره مجلس شورای اسلامی[۲۵]
- رسول منتجب‌نیا سیاست‌مدار، مجتهد، قائم‌مقام حزب اعتماد ملی[۲۶]
- حمیدرضا جلالی پور روزنامه‌نگار، عضو شورای مرکزی جبهه مشارکت[۲۷]
- سید هادی خامنه ای[۲۸]
- محمدرئوف قادری عضو شورای مرکزی حزب اعتماد ملی و هیئت رئیسه نمایندگان ادوار
- عسگر اسلام دوست نماینده مردم تالش، ماسال، رضوانشهر در مجلس ششم
- حمید زنگنه نماینده مردم اهواز در مجلس هفتم و نایب رئیس کمیسیون عمران

#### فعالان سیاسی

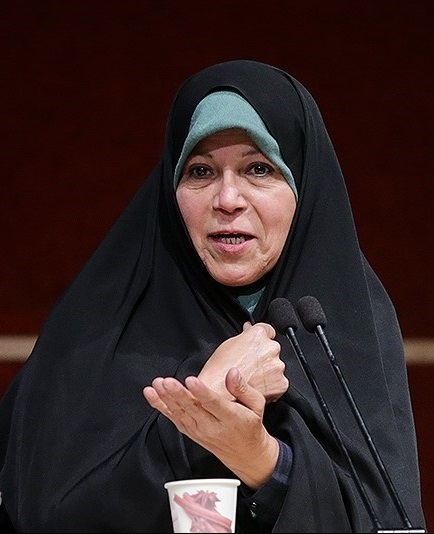
فائزه هاشمی رفسنجانی سیاستمدار و فرزند اکبر هاشمی رفسنجانی

- سید حسن خمینی مدرس فقه و اصول و نوهٔ آیت‌الله خمینی
- زهرا رهنورد نویسنده، روزنامه‌نگار و هنرمند اهل ایران[۴][۲۹]
- غلامحسین کرباسچی دبیرکل حزب کارگزاران سازندگی[۳۰]
- محمد صادق مشایخ رئیس کمیسیون توسعه بازرگانی بنیاد امید ایرانیان
- سعید حجاریان، نایب رئیس سابق شورای شهر تهران[۳۱]
- مصطفی تاج‌زاده
- فاطمه دانشور
- محسن هاشمی رفسنجانی معاون عمرانی دانشگاه آزاد اسلامی و معاون عمران و توسعه واحد علوم و تحقیقات
- زهرا اشراقی نوه روح‌الله موسوی خمینی
- محمد صادق خرازی سفیر و معاون نمایندهٔ دائم ایران در سازمان ملل متحد ۱۹۸۹–۱۹۹۵
- مصطفی ملکیان فیلسوف و روشنفکر ایرانی[۳۲]
- عمادالدین باقی تاریخدان، فعال حقوق بشر و روزنامه‌نگار[۳۳]
- پروانه مافی عضو شورای مرکزی حزب کارگزاران سازندگی و فرماندار اسبق شمیرانات[۳۴]
- احمد حکیمی‌پور سیاست‌مدار عضو و رئیس فراکسیون اصلاح طلبان شورای شهر تهران
- جواد امام مدیر عامل بنیاد باران و رئیس ستاد انتخاباتی مناطق تهران میرحسین موسوی
- سید احمد خمینی نتیجه روح‌الله موسوی خمینی و فرزند سیدحسن خمینی
- نعیمه اشراقی نوه روح‌الله موسوی خمینی
- عاطفه اشراقی نوه روح‌الله موسوی خمینی
- یاسمن اشراقی نتیجه روح‌الله موسوی خمینی و فرزند علی اشراقی
- لیلی سادات جلال‌زاده فعال سیاسی و همسر جواد امام
- مصطفی تاج‌زاده عضو شورای مرکزی جبهه مشارکت ایران اسلامی و معاون سیاسی سابق وزیر کشور
- عفت مرعشی همسر علی اکبر هاشمی رفسنجانی[۲۷]
- مرتضی اسماعیل پور فعال سیاسی و مدیر مسئول سایت بهائی نیوز
- فاطمه دانشور کارآفرین و تاجر و از اعضای شورای اسلامی شهر تهران
- علی رشیدی[۳۵]
- داوود هرمیداس باوند[۳۵]
- حسین شاه حسینی[۳۵]

### دانشگاهیان
- صادق زیباکلام استاد علوم سیاسی دانشگاه تهران، نگارنده و پژوهشگر[۳۶]

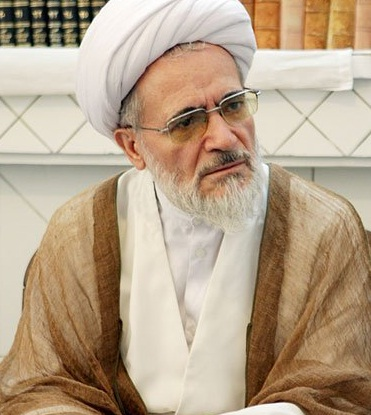
بیات زنجانی مرجع تقلید شیعه

- فیروز نادری از مدیران ناسا[۳۷]

### روحانیون
- یوسف صانعی، مرجع تقلید و دادستان کل کشور ۱۳۶۱–۱۳۶۴[۳۸]
- علی‌محمد دستغیب مرجع تقلید شیعه و عضو سابق مجلس خبرگان رهبری
- اسدالله بیات زنجانی مرجع تقلید شیعه و نماینده سابق مجلس شورای اسلامی
- محسن غرویان روحانی شیعه و مدرس فلسفهٔ اسلامی حوزه علمیه قم[۳۹]
- ناصر نقویان روحانی شیعه و مدرس اخلاق[۴۰]

### روزنامه‌نگاران
- نگار اسکندرفر مدیرمسئول مؤسسه کارنامه[۴۱]
- شهروز چرکچی سردبیر و مؤسس رسانه نقدستان

### ورزشکاران
- علی کریمی بازیکن فوتبال سابق[۴۲]

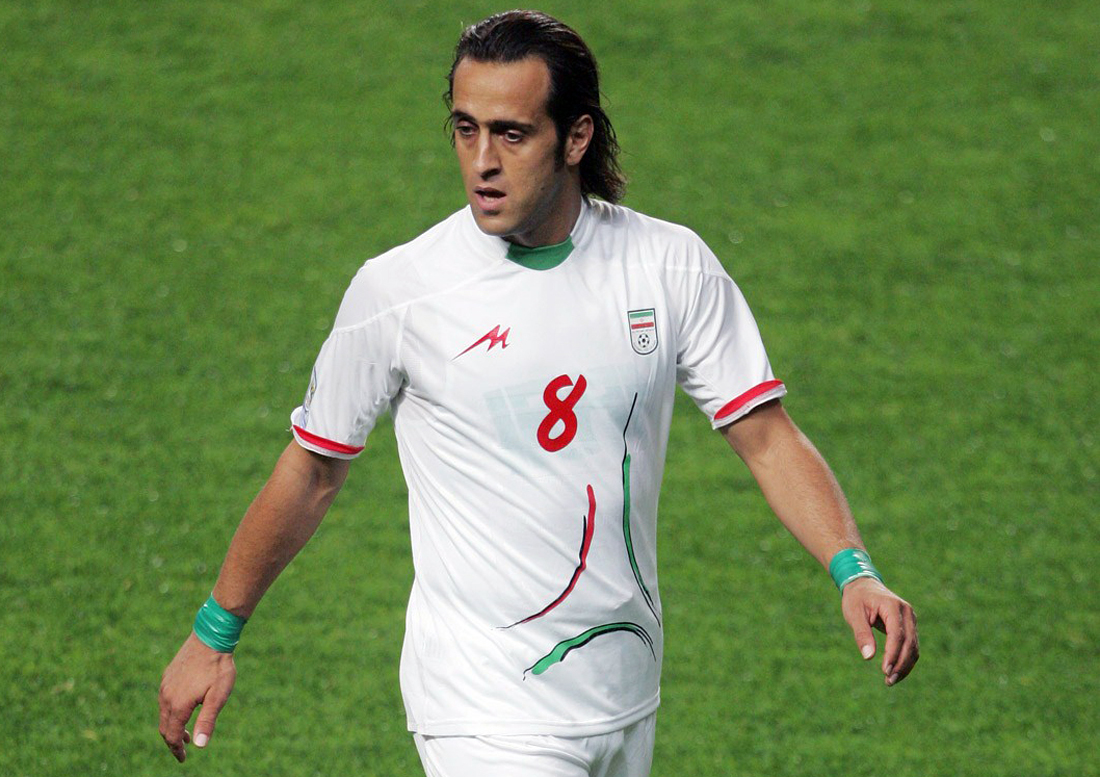
علی کریمی بازیکن فوتبال

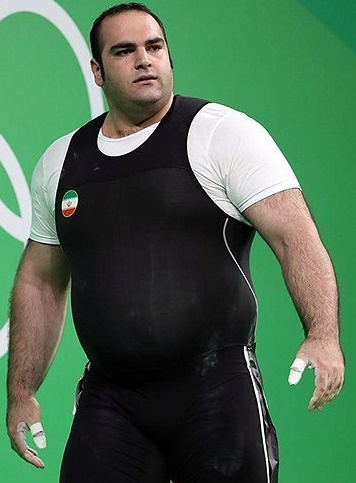
بهداد سلیمی

- عادل غلامی بازیکن تیم ملی والیبال ایران[۴۳]
- امید نوروزی کشتی‌گیر فرنگی کار تیم ملی ایران[۴۳]
- مجتبی محرمی بازیکن فوتبال سابق تیم ملی[۴۴] * مجتبی عابدینی عضو و کاپیتان تیم ملی شمشیربازی ایران[۴۵]
- سجاد انوشیروانی مربی و وزنه‌بردار تیم ملی ایران
- آرش برهانی بازیکن فوتبال سابق باشگاه استقلال و تیم ملی
- نوشاد عالمیان بازیکن تنیس روی میز تیم ملی ایران
- نیما عالمیان بازیکن تنیس روی میز تیم ملی ایران
- کیمیا علیزاده تکواندوکار تیم ملی بانوان ایران[۴۶]
- آیرین آرتونیان بازیکن تیم ملی بسکتبال زنان ایران
- محمد ستارپور مشت‌زن تیم ملی بوکس ایران
- مسعود مصطفی جوکار کشتی‌گیر آزادکار سابق تیم ملی ایران
- آروین معظمی گودرزی دوچرخه‌سوار تیم ملی ایران
- علی‌اکبر استاداسدی بازیکن سابق تیم ملی فوتبال ایران
- محمد خالوندی پرتابگر نیزه تیم ملی دو و میدانی معلولان ایران
- حسین وفایی قهرمان رشته اسنوکر
- امیر قلعه نویی بازیکن سابق و سرمربی فوتبال[۴۷]
- علی دایی بازیکن سابق و سرمربی فوتبال کنونی
- علیرضا منصوریان بازیکن سابق و سرمربی فوتبال کنونی[۴۸]
- سید مهدی رحمتی بازیکن فوتبال باشگاه استقلال و تیم ملی ایران
- حمید درخشان بازیکن سابق و کارشناس و سرمربی فوتبال

### موسیقیدانان

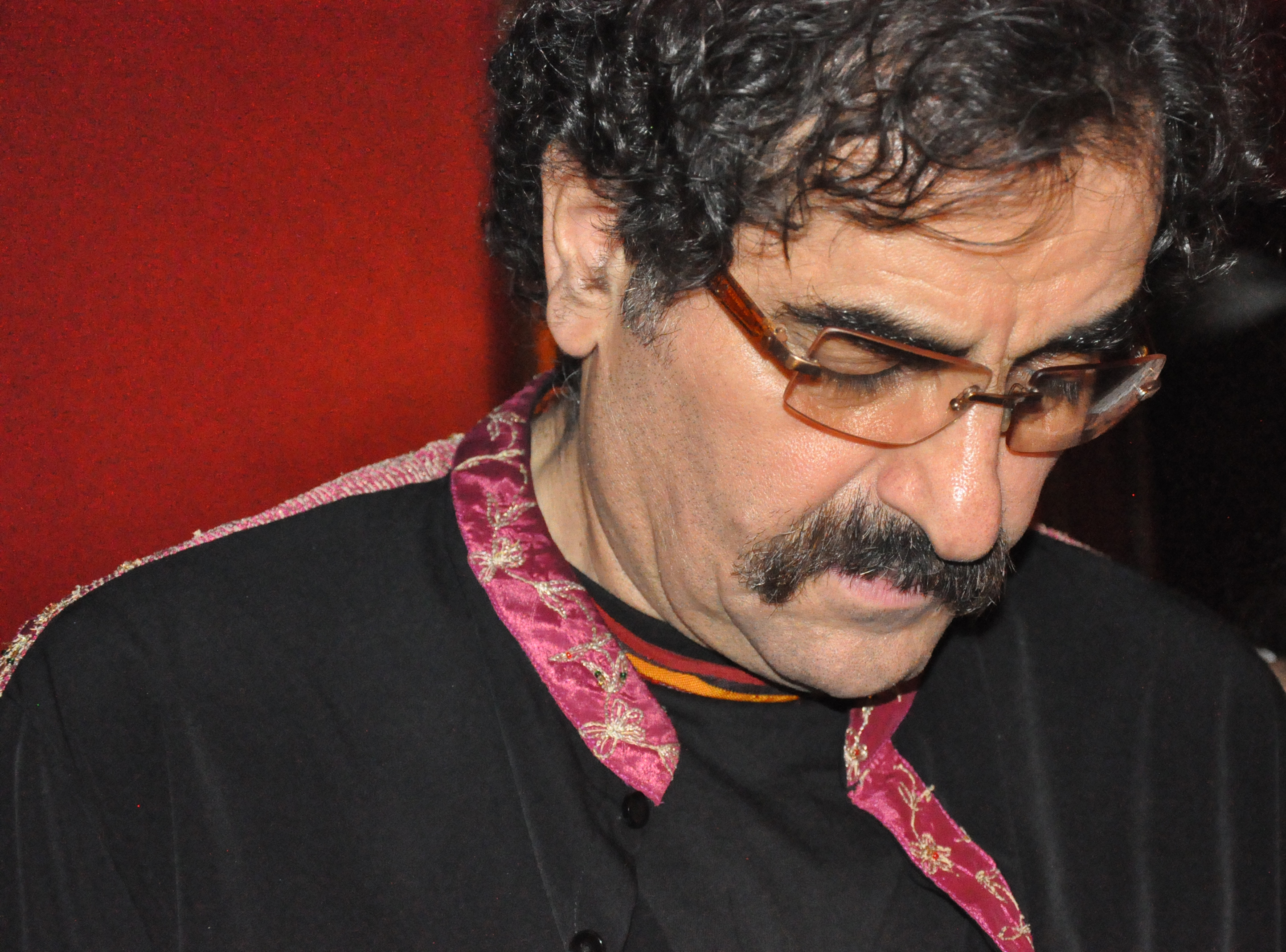
شهرام ناظری

- محسن چاوشی، آهنگ‌ساز، خواننده و ترانه‌سرا[۴۹]
- شهرام ناظری، استاد و خواننده موسیقی سنتی به همراه پسرش حافظ ناظری[۵۰]
- کیهان کلهر، نوازنده سرشناس کمانچه
- عبدالحسین مختاباد آهنگ‌ساز و خواننده موسیقی سنتی
- حسین پرنیا آهنگ‌ساز و نوازندهٔ موسیقی سنتی
- رضا صادقی خواننده و ترانه‌سرا[۵۱]

#### گروه‌های موسیقی
- گروه پالت[۵۲]
- بمرانی[۵۲]
- گروه چارتار[۵۲]
- بابک چمن‌آرا[۵۲]
- دنگ شو[۵۳]

### اهالی سینما، تلویزیون و تئاتر

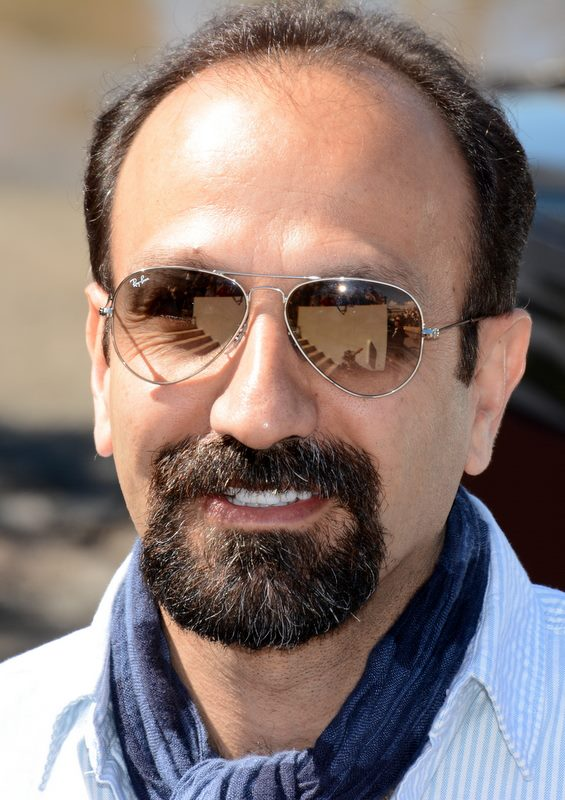
اصغر فرهادی

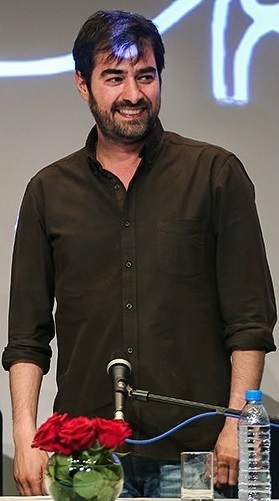
شهاب حسینی

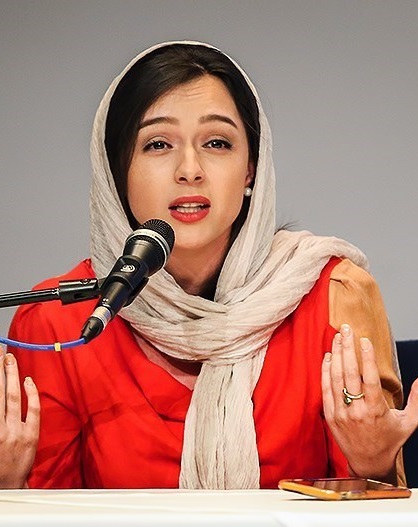
ترانه علیدوستی

- رضا کیانیان بازیگر سینما، تلویزیون و تئاتر[۵۴]
- مهدی فخیم‌زاده بازیگر، کارگردان و فیلم‌نامه‌نویس سینما و تلویزیون[۵۵]
- گلاب آدینه بازیگر سینما، تئاتر و تلویزیون
- ترانه علیدوستی بازیگر سینما[۵۶]
- فاطمه معتمدآریا بازیگر سینما[۵۷]
- جمشید مشایخی بازیگر پیشکسوت سینما و تلویزیون
- مهراب قاسم‌خانی طراح صحنه و فیلمنامه‌نویس سینما و تلویزیون
- فرهاد توحیدی فیلم‌نامه‌نویس و رئیس هیئت مدیره خانه سینما
- سعید روستایی کارگردان و فیلم‌نامه‌نویس سینما
- محسن امیریوسفی کارگردان و فیلم‌نامه‌نویس[۵۸]
- اصغر فرهادی کارگردان، فیلم‌نامه‌نویس و تهیه‌کننده سینما[۵۹]
- فرهاد آئیش بازیگر، نمایش‌نامه‌نویس و کارگردان
- بهاره رهنما بازیگر سینما و تلویزیون
- تهمینه میلانی کارگردان، فیلمنامه‌نویس و تهیه‌کننده سینما[۶۰]
- مازیار میری کارگردان، تدوین‌گر و مجری طرح سینما
- الهام پاوه‌نژاد بازیگر سینما، تئاتر و تلویزیون
- ویشکا آسایش بازیگر سینما و تئاتر
- رؤیا تیموری بازیگر سینما و تلویزیون
- گوهر خیراندیش بازیگر سینما و تئاتر
- شبنم مقدمی بازیگر سینما و تلویزیون
- رضا رشیدپور مجری تلویزیونی و بازیگر
- رؤیا میرعلمی بازیگر سینما و تلویزیون
- حسن فتحی کارگردان و فیلم‌نامه‌نویس سینما[۶۱]
- پگاه آهنگرانی بازیگر سینما و مستندساز[۶۲]
- محسن تنابنده بازیگر و کارگردان سینما و تلویزیون[۶۲]
- احمد مهران‌فر بازیگر سینما و تلویزیون[۶۲]
- شهاب حسینی بازیگر و مجری سینما و تلویزیون[۶۲]
- حسن فتحی کارگردان و فیلم‌نامه‌نویس سینما، تلویزیون و تئاتر[۶۲]
- علی نصیریان بازیگر سینما، تلویزیون و تئاتر، کارگردان تئاتر و نمایشنامه‌نویس[۶۲]
- باران کوثری بازیگر سینما[۶۲]
- شیوا ابراهیمی بازیگر سینما و تلویزیون[۶۲]
- لیلی رشیدی بازیگر سینما و تلویزیون[۶۲]
- هستی مهدوی فر بازیگر سینما و تلویزیون[۶۲]
- پریناز ایزدیار بازیگر سینما و تلویزیون[۶۲]
- امیر جعفری بازیگر سینما و تلویزیون[۶۲]
- ریما رامین فر بازیگر سینما و تلویزیون[۶۲]
- برزو ارجمند بازیگر سینما و تلویزیون[۶۲]
- نرگس محمدی بازیگر سینما و تلویزیون[۶۲]
- نگار جواهریان بازیگر سینما و تلویزیون[۶۲]
- سپیده گلچین بازیگر سینما، تئاتر و تلویزیون[۶۲]
- داریوش ارجمند بازیگر سینما و تلویزیون[۶۳]
- بهنوش بختیاری بازیگر سینما و تلویزیون
- سحر دولتشاهی بازیگر سینما و تلویزیون
- طناز طباطبایی بازیگر سینما
- سعید سهیلی کارگردان و فیلمنامه‌نویس سینما
- علی صادقی بازیگر سینما و تلویزیون
- نوید محمدزاده بازیگر سینما
- امیر نوری بازیگر سینما و تلویزیون
- شیلا خداداد بازیگر سینما و تلویزیون
- فلور نظری بازیگر سینما و تلویزیون[۶۴]
- امیرشهاب رضویان[۶۵]
- مصطفی خرقه‌پوش تدوین‌گر سینما[۶۶]
- محمد رحمانیان کارگردان و نمایش‌نامه‌نویس تئاتر[۶۷]
- حبیب رضایی بازیگر و کارگردان سینما، تلویزیون و تئاتر[۶۸]

### ادیبان
- هوشنگ ابتهاج[۶۹]
- مصطفی مستور نویسنده و مترجم

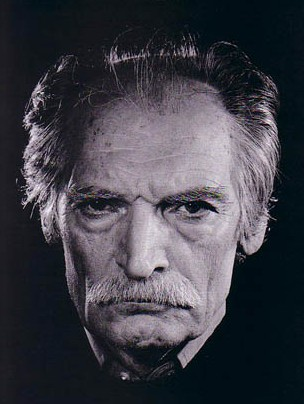
محمود دولت‌آبادی

- نیلوفر لاری‌پور شاعر و ترانه‌سرا و روزنامه‌نگار
- هیلا صدیقی شاعر، نقاش و فعال اجتماعی است.
- هوشنگ مرادی کرمانی نویسنده معاصر
- عبدالجبار کاکایی نویسنده، شاعر و زبان‌شناس
- ۲۲۴ نفر از داستان‌نویسان ایران[۷۰]
- احمد اخوت[۷۰]
- شیوا ارسطویی[۷۰]*
- پیمان اسماعیلی[۷۰]
- شاپور بهیان[۷۰]
- مجتبی پورمحسن[۷۰]
- احمد پوری[۷۰]
- فلامک جنیدی[۷۰]
- کیهان خانجانی[۷۰][۷۰]
- ابوتراب خسروی[۷۰]
- امیرحسین خورشیدفر[۷۰]
- وحید رنجبر چقاکبودی[۷۰]
- بلقیس سلیمانی[۷۰]
- حسین سناپور[۷۰]
- محمدحسن شهسواری[۷۰]
- شهرام شهیدی[۷۰]
- عباس عبدی[۷۰]
- علیرضا غلامی[۷۰]
- سیاوش گلشیری[۷۰]
- مهسا محب‌علی[۷۰]
- علیرضا محمودی ایرانمهر[۷۰]
- حسن محمودی[۷۰]
- جمال میرصادقی[۷۰]
- امیرحسین یزدانبد[۷۰]
- پیام یزدانجو[۷۰]
- مهدی یزدانی‌خرم[۷۰][۷۰]

### احزاب
- جناح اصلاح‌طلبان ایران[۷۱][۷۲]
- مجمع روحانیون مبارز[۷۳]
- حزب اعتدال و توسعه[۷۴]
- حزب مردم‌سالاری[۷۵]
- حزب اتحاد ملت ایران اسلامی[۷۶]
- حزب اراده ملت ایران[۷۷]
- نهضت آزادی ایران[۷۸]
- شورای هماهنگی اصلاحات[۷۹]
- حزب اسلامی کار[۸۰]
- خانه کارگر[۸۱]
- انجمن اسلامی مدرسین دانشگاه‌ها[۸۲]
- جبهه اصولگرایان معتدل[۸۳]
- جمعیت جوانان انقلاب اسلامی